# Троавјерж
Троавјерж (фр. Troisvierges; лукс. Ëlwen) је град и комуна у северном Луксембургу, у кантону Клерво. По попису из 2005. град који се налази на југу комуне има 1 365 становника. 